# Stora (företag)
Stora AB (av företaget självt skrivet STORA, till 1984 Stora Kopparbergs Bergslags AB) var en världsledande skogsindustrikoncern med tillverkning av massa, tryckpapper, förpackningspapper, kartong och finpapper. Bland övriga produkter kan sågade trävaror, byggprodukter och pigment till Falu rödfärg nämnas. Basen för verksamheten utgjordes av ca 2,3 miljoner ha skog, av dess fanns 1,6 miljoner ha i Sverige, resten i Kanada, Portugal och Brasilien. Stora var också ett betydande energiföretag. Totalt producerade man ca 7,5 TWh/år, huvuddelen från vattenenergi. Huvudmarknaderna fanns i Sverige, Tyskland och andra länder inom EU.
Företaget kan spåra sitt ursprung tillbaka i medeltidens bergshantering, och korporationen Kopparbergets bergslag ombildades år 1862 till Stora Kopparbergs Bergslag (aktiebolag 1888) för att driva gruv- och metallindustrin kring Falu koppargruva. I slutet på 1800-talet diversifierade sig företaget och började producera pappersmassa. Fram till slutet av 1970-talet ingick även en omfattande stålrörelse i företaget. Efter att verksamheten kring Falu koppargruva även avvecklats 1992 (med undantag för rödfärgstillverkningen) kom Stora att bli en renodlad skogsindustrikoncern. 
Stora gick år 1998 samman med den finländska skogsindustrikoncernen Enso varvid Stora Enso Oyj bildades. 1997, året före samgåendet med Enso, hade Stora-koncernen en omsättning på 44,5 miljarder kr. Antalet anställda uppgick till ca 20 400.

## Historia
Stora var vid samgåendet med Enso 1998 troligen världens äldsta ännu verksamma aktiebolag; kopparbrytningen i Falu gruva finns dokumenterad sedan år 1288 men är äldre. I början av 1800-talet började man med järnframställning, en verksamhet som kom att växa i omfattning efter att Domnarvets Jernverk anlagts på 1870-talet. Den skogsindustriella eran startade på 1850-talet med sågverksrörelse för export. Efter att ståltillverkningen avvecklats i samband med 1970-talets stålkris, kom de energi- och skogsindustriella delarna att bli Storas kärnområde. 
I samband med att Billerudkoncernen förvärvades 1984 ändrades bolagsnamnet från Stora Kopparbergs Bergslags AB till STORA AB.

### Falu koppargruva under medeltiden

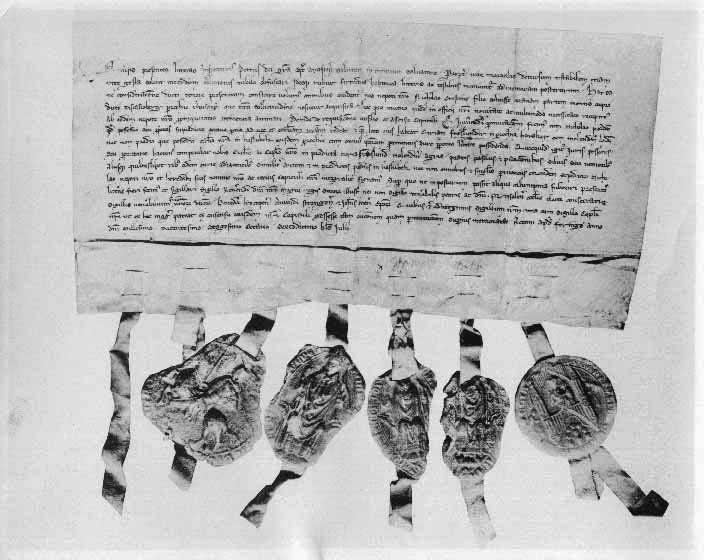
1288 års bytesbrev, genom vilket biskop Peter i Västerås återförvärvar en åttondel i Tiskasjöberg, det vill säga Kopparberget. Originalet finns på Riksarkivet i Stockholm.

Arkeologiska och geologiska undersökningar tyder på att brytningen i Falu koppargruva påbörjats någon gång mellan 850 och 1080 e.Kr. 
Det första skriftliga dokumentet som omnämner gruvan är ett bytesbrev daterat den 16 juni 1288. I detta bekräftar biskop Peter i Västerås återköpet av en åttondel av Tiskasjöberg, som då var gruvans namn.
Brevet, som bekräftades med kung Magnus Birgerssons och åtta biskopars sigill och är det äldsta dokument om ett svenskt bergverk som finns bevarat. Kung Magnus Eriksson utfärdade år 1347 ett utförligt privilegiebrev för bergsmännen i Kopparberget i samband med att han besökte gruvan. Den var redan då en av Sveriges största arbetsplatser samt världens största producent av koppar. Då kronan alltid var i behov av kapital blev det snart nödvändigt att få kontroll över gruvbrytningen och år 1360 gjorde Magnus Eriksson ett tillägg i privilegiet genom att utfärda en kungörelse som innehöll en detaljerad reglering av gruvverksamheten. 
Bergsmännen var de som bildade det ursprungliga företaget för gruvbrytning i Stora Kopparberget. Detta leddes av råd bestående av fjorton bergsmän med ansvar för gruvdriften samt uppgiften att följa de regleringar förordningar kungen utfärdat. Bergsmännens bolag kan jämföras med dagens aktiebolag, och kan ses som tidig form av detta. Under Kalmarunionen, vilken började 1397, kom bergsmännen att få stort inflytande i vissa av statsangelägenheterna. Det mesta av kopparen kom att exporteras under denna tid. Efter att Gustav Vasa kommit till makten ökade kronans inflytande i gruvnäringen åter.

### Kopparbrytningen under Stormaktstiden

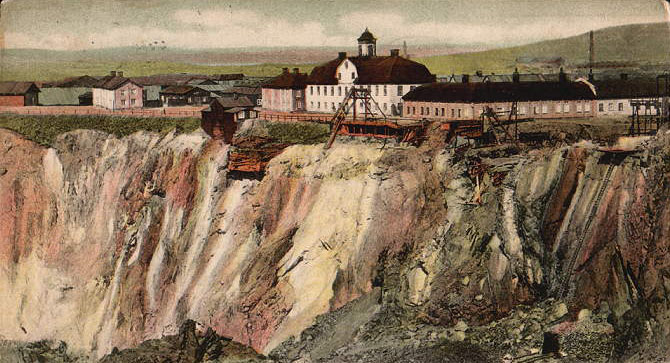
Falu koppargruva.

Kopparbrytningens storhetstid i Falun sammanföll med Sveriges stormaktstid (dvs. 1600-talet). Sveriges maktposition kom faktiskt till stor del att ekonomiskt baseras på export av koppar från Falun. Koppargruvan svarade tidvis för två tredjedelar av den samlade världsproduktionen, och år 1650 uppnåddes en produktionstopp då över 3 000 ton råkoppar framställdes ur ca 90 000 ton brutet berg. Vid denna tid var Falu koppargruva Sveriges största arbetsplats med mer än 1 000 arbetare. Detta gjorde att Falun år 1641 fick stadsprivilegier av Drottning Kristina.
Redan i slutet av 1600-talet hade Falu koppargruvas storhetstid passerat, även om gruvan kom att vara en viktig kopparproducent långt in på 1800-talet. 

### Verksamheten utökas med järnmalmsbrytning och järnbruk
I samband med att Sveriges tid som stormakt tog slut i början av 1700-talet förlorade också kopparbrytningen alltmer sin betydelse. År 1731 köpte gruvbolaget därför järnmalmsgruvan i Vintjärn och 1735 fick bolagets första järnbruk i Svartnäs sina privilegier. Under första hälften av 1800-talet anlades ett antal järnbruk, bland annat Korså bruk, och under 1860-talet gick järnmalmsbrytningen om kopparbrytningen ur ekonomisk synvinkel. 1861 förvärvades också en mindre svavelsyrefabrik i Falun, som hade anlagts fyra år tidigare. Senare kom svavelsyra att bli en av Falu koppargruvas viktigaste produkter. 
År 1862 sammanfördes koppargruvan samt ett antal andra gruvor och bruk för att bilda ett nytt bolag, Stora Kopparbergs Bergslag, även kallat Bergslaget. Det markerade också slutet på kronans inflytande över Falu koppargruva. Året därpå slutfördes en om- och utbyggnad av det sågverk vid Domnarvet (nuvarande Borlänge) som hade varit i bolagets ägo sedan 1689. Denna verksamhet kom hädanefter att få alltmer betydelse. År 1878 koncentrerades Stora Kopparbergs Bergslags järnproduktion till det nybyggda Domnarvets Jernverk. Därmed kom alla de små bruken, förutom Korså bruk och Åg, att läggas ned. Andelarna eller aktierna i Falu gruva och i Stora kopparbergs bergslag benämndes fjärdeparter.

### Järn och skog blir kärnverksamheten

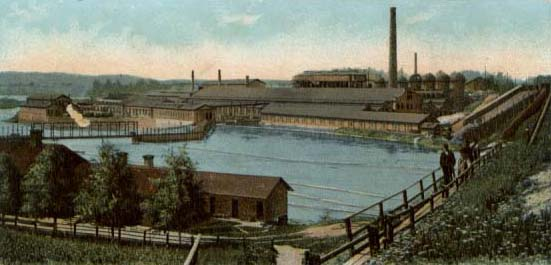
Domnarvets Jernverk.

1885 förvärvade Stora Kopparbergs Bergslag Skutskärs sågverk beläget vid Dalälvens utlopp i havet. Sågverket hade anlagts på 1860-talet av den norske industripionjären och politikern Hans Astrup tillsammans med kompanjonen och landsmannen N.G. Sörensen. Skutskärs sågverk kom att få stor ekonomisk betydelse för bolaget det följande årtiondet. 1888 ombildades Stora Kopparbergs Bergslag till aktiebolag under namnet Stora Kopparbergs Bergslags AB.
En utbyggnad av verksamheten vid Skutskär slutfördes 1894, då en sulfitfabrik togs i bruk. Senare tillkom också en sulfatfabrik. 1888 inledde Stora Kopparbergs Bergslag arbetet med att anlägga en kraftstation vid Kvarnsveden i syfte att tillgodose det närbeägna Domnarvets Jernverk med elektricitet. År 1900 anlades även ett pappersbruk i anslutning till kraftstationen (se Kvarnsvedens pappersbruk). Pappersbrukets årsproduktion på 30 000 ton kan jämföras med att Sveriges totala papperstillverkning då uppgick till 100 000 ton.
Stora Kopparbergs järn- och stålverksamhet kom även den att utökas. 1905 förvärvades Gysinge Bruks AB och 1907 inköptes Söderfors Bruk AB. Söderfors Bruks bestod, förutom bruket i Söderfors, av järnbruken Älvkarleö och Harnäs, gruvor, skog samt en del andra tillgångar. Kort därefter flyttade man tillverkningen av kvalitetsstål från Domnarvets Jernverk till Söderfors bruk. Under 1910- och 1920-talen köpte Stora Kopparberg ett flertal järnbruk, till exempel Gammelstilla, Strömsberg, Västland, Hillebola och Ullfors. Dessa lades ganska omgående ned, det var skogen som tillhörde bruken som utgjorde värdefullt råmaterial för sågverks-, massa- och pappersindustrierna.
Stora Kopparberg blev med dessa företagsförvärv landets största lantbruksförvaltning med 40-tal gårdar från Nås i Dalarna till Svenskär i norra Uppland och 4500 ha under eget bruk. Lantbruksavdelningens huvudkontor var beläget i Strömsberg.1977 avvecklades lantbruksavdelningen och gårdarna avyttrades.
Stora Kopparbergs Bergslag kom att bygga stora kraftverk, vid Kvarnsveden, Bullerforsen och de andra två  av Tunaforsarna i centrala Borlänge. Man ägde även hälften av den första underjordiska kraftstionen i landet, belägen i Mockfjärd. Från 1910-talet och framåt kom flera vattenkraftverk att anläggas utefter Dalälven. År 1939 blev Långhags kraftverk färdigt söder om Borlänge och det reglerade vattenståndet i Runn.
Under 1950-tal- och 1960-talen var Stora Kopparbergs även ägare till ett landets vanligaste bensinstationsmärken, Koppartrans.

### Stora Kopparberg avyttrar järn- och stålindustrin
Efter andra världskriget kom Stora Kopparbergs Bergslags AB att utvecklas till en stor stål- och skogsindustrikoncern. Samtidigt byggdes fler och fler kraftverk och Stora Kopparberg blev med tiden en av landets största energiproducenter. Ett stort moderniserings- och ombyggnadsprogram av Domnarvets Jernverk, vilket inletts i slutet av kriget, slutfördes 1956. 
1961 förvärvades järn- och skogsbolaget AB Stjernfors-Ställdalen. Ett nytt steg i företagets historia togs 1962 då man började producera sulfitmassa vid en egen fabrik i Nova Scotia, Kanada.
1966 skedde två stora företagsförvärv, Grycksbo Pappersbruk AB och Wikmanshytte Bruks AB. Det förstnämnda var det största finpappersbruket i Sverige och den senare en relativt stor ståltillverkare. De skogsindustriella anläggningarna  kom att byggas ut med en kontinuerlig sulfatkokare i Skutskär 1966 och en pappersmaskin i Kvarnsveden 1969, vilket gav nästan en fördubbling av kapaciteten. med under slutet av 1960- och 1970-talen. 1974 förvärvades Dannemora gruvor. 
Vid slutet av 1950-talet producerade Stora 2 miljarder kWh per år. Med Trängslets kraftverk i drift 1960 ökade produktionen med 700 miljoner kWh per år. Utbyggnaden av Österdalälven fortsatte under 1960-talet liksom förvärv av andelar i stora värmekraftverk. Under 1970-talet byggdes Kvarnsvedens kraftverk ut och Trängslet kompletterades med ett tredje aggregat. 
Under andra halvan av 1970-talet började Stora Kopparberg få allvarliga problem, främst med sin stålindustridel. Söderfors bruk var först att säljas 1976. Året därpå lades verksamheten i Vikmanshyttan ned (en mindre del togs dock över av Fagersta AB). 1978 avyttrades slutligen Domnarvets Jernverk och gruvorna, med undantag från Falu koppargruva, till det nybildade statliga SSAB. Den stål- och järnindustriella perioden i företagets historia var därmed till ända. Istället satsade man nu på att bli ett utpräglat skogsindustriföretag, ett stort steg i denna riktning hade redan tagits 1976 med köpet av Bergvik och Ala AB.

### Stora blir ett av världens största skogsindustribolag
1984 ändrades bolagsnamnet till STORA AB. Samma år förvärvade man Billerud Uddeholm AB samt Newton Falls Paper Mill company i USA. Bergvik och Ala, som varit ett dotterbolag till Stora Kopparberg sedan 1976, fusionerades med moderbolaget året därpå. Stor investering gjordes samtidigt vid sulfatfabriken i Skutskär. Omorganiseringar gjorde dock att sågverken i Skutskär, Skoghall och Vikarbyn lades ned 1986. Året därpå, 1987, köptes två stora skogsindustribolag: AB Papyrus och Kopparfors AB. Förvärvet av dess gjorde att Stora blev Sveriges största skogsindustrikoncern.
Kraftproduktionen lades i ett separat bolag, Kopparkraft, 1986, då försäkringsbolag och pensionsinstitut kom in med kapital. Billeruds kraftinnehav såldes samma år.
1988 förvärvade Stora-koncernen Swedish Match AB, delar av den verksamheten avyttrades dock 1990 tillsammans med den kemiska industrin. Stora-koncernen kom att stärka sin position i Europa samma år genom köpet av tyska Feldmühle Nobel AG. 
Falu koppargruva, som varit med i Storas historia sedan begynnelsen, lades ned 1992 eftersom den då betraktades som utbruten. Gruvan finns numera med på FN-organet Unescos världsarvslista. Pigment till Falu rödfärg utvinns dock fortfarande.
Under 1990-talet inleddes en koncentration till den skogsindustriella kärnverksamheten. Detta ledde till att Ställdalens pappersbruk, som varit inriktad på fibertygsprodukter sedan 1972, avyttrades 1990. Newton Falls Paper Mills såldes 1995. De följande åren kom verksamheten att utökas utomlands, främst i Kina och Brasilien
År 1998 gick Stora-koncernen och finska Enso Oyj ihop för att bilda Stora Enso Oyj, vilket blev en av världens största skogsindustrikoncerner.
Den ursprungliga juridiska personen Stora Kopparbergs Bergslags Aktiebolag avregistrerades och upphörde att existera i samband med skapandet av Bergvik Skog AB år 2004. Stora Enso hade vid denna tid beslutat att renodla verksamheten till massa- och pappersindustri. Bergvik Skog bildades, tillsammans med Korsnäs AB, i syfte att överta ägandet av all Stora Ensos och Korsnäs skogsmark i Sverige.

## Koncernchefer och verkställande direktörer (disponenter)
- 1888-1913: Erik Johan Ljungberg
- 1942-1948: Ejnar Rodling
- 1948-1966: Håkan Abenius
- 1966-1984: Erik Sundblad
- 1984-1992: Bo Berggren
- 1992-1998: Lars-Åke Helgesson
- 1998: Björn Hägglund